# Pointe de la Saline
La pointe de la Saline est un cap de Guadeloupe.

## Géographie
Il se situe face à la pointe du Petit Havre à l'extrémité de la plage de la pointe de la Saline avec laquelle il forme l'anse du Petit Havre.
La pointe ainsi que la plage sont classées au Conservatoire du littoral.
Le sentier du littoral de Saint-Félix passe par la pointe de la Saline. .